# Клиникум Гросхадерн (станция метро)
«Клиникум Гросхадерн» (нем. Klinikum Großhadern) — станция Мюнхенского метрополитена, расположенная на линии . Станция находится в районе Гросхадерн (нем. Großhadern).

## История
Станция была открыта 22 мая 1993 года. Станция названа в честь рядом расположенной клиники, которая она находится

## Архитектура и оформление
Путевые стены выполнены из эмалированных алюминиевых панелей. Две фоновые стены длиной 120 метров и 5 метров были художественно спроектированы Экардом Хаузером и выполнены им в течение одного года. Пассажир испытывает безмятежный пейзаж предгорий Альп в течение четырех сезонов, которые ожидают его при выходе из поезда.
Колонны посередине и вокруг лифта покрыты коричневой плиткой. Платформа с красным мотивом в стиле гальки Изара подсвечивается цветом. На потолке между лампами установлены зеленые, желтые и синие алюминиевые рейки.
На северной стороне расположен лифт, который ведёт к автостоянке и больнице.

## Пересадки
Проходят автобусы 56, 266, 269, X910 и ночной N40